# Кавадъярви
Кавадъярви — озеро на территории Ведлозерского сельского поселения Пряжинского района Республики Карелия.

## Общие сведения
Площадь озера — 1,7 км². Располагается на высоте 65,7 метров над уровнем моря.
Форма озера лопастная, подковообразная. Берега озера каменисто-песчаные, возвышенные.
С южной стороны озера вытекает ручей, впадающий в реку Тулемайоки по правому берегу недалеко от места впадения реки Лоймож.
Населённые пункты возле озера отсутствуют. Ближайший — село Колатсельга — расположен в 5 км к ВЮВ от озера.
Код объекта в государственном водном реестре — 01040300211102000014220.